# Diazona tenera
Diazona tenera is een zakpijpensoort uit de familie van de Diazonidae. De wetenschappelijke naam van de soort werd in 1996 voor het eerst geldig gepubliceerd door het echtpaar Claude en Françoise Monniot.